# Callioratis apicisecta
Callioratis apicisecta är en fjärilsart som beskrevs av Louis Beethoven Prout 1915. Callioratis apicisecta ingår i släktet Callioratis och familjen mätare. Inga underarter finns listade i Catalogue of Life.